# Oninia senglaubi
Oninia senglaubi es una especie de anfibio anuro de la familia Microhylidae y única representante del género Oninia.

## Distribución geográfica y hábitat
Es endémica de Nueva Guinea, Nueva Guinea Occidental (Indonesia). Su rango altitudinal oscila entre 600 y 1100 m s. n. m..